# Shengping
Shengping (kinesiska: 升平镇, 升平) är en köping i Kina. Den ligger i provinsen Sichuan, i den sydvästra delen av landet, omkring 41 kilometer norr om provinshuvudstaden Chengdu. Antalet invånare är 29 135. Befolkningen består av 14 785 kvinnor och 14 350 män. Barn under 15 år utgör 11,0 %, vuxna 15-64 år 75 %, och äldre över 65 år 12,0 %.
Genomsnittlig årsnederbörd är 1 209 millimeter. Den regnigaste månaden är juli, med i genomsnitt 359 mm nederbörd, och den torraste är december, med 6 mm nederbörd.